# Мавританско-марокканские отношения
Мавританско-марокканские отношения — двусторонние дипломатические отношения между Мавританией и Марокко. С 1975 года страны имеют фактическую границу, после того, как Испания покинула территорию Западной Сахары, большая часть которой в результате вооружённого конфликта перешла под марокканский контроль. Статус Западной Сахары остаётся спорным, но с 1984 года Мавритания признаёт независимость Сахарской Арабской Демократической Республики от Марокко.

## История
После обретения независимости Мавритании к ней были территориальные претензии со стороны марокканской партии Истикляль, которая была сторонником создания Великого Марокко, но эти планы не были реализованы. Главной темой мавританско-марокканских отношений стал вопрос о независимости Западной Сахары от Испании. В декабре 1984 года к власти в Мавритании в результате военного переворота пришёл Маауйя ульд Сид Ахмед Тайя и отношения с Марокко стали налаживаться, несмотря на предполагаемое марокканское соучастие в попытке переворота 1981 года и последующий разворот внешней политики Мавритании к Алжиру. В апреле 1985 года Мавритания и Марокко наладили полноценные дипломатические отношения. Для Мавритании разрядка в отношениях с Марокко положила конец угрозе военного вторжения, а также устранила угрозу поддержки со стороны Марокко для оппозиционных групп, выступающих за бывшего президента Мохаммеда Хуны ульда Хейдаллы. Наладив отношения с Мавританией Марокко тем самым стремилось усилить своё влияние в Западной Сахаре, так как повстанцы Полисарио лишились возможности проникнуть на спорную территорию через Мавританию.
Отношения между Марокко и Мавританией продолжали улучшаться вплоть до 1986 года, отражая прагматичный подход президента Маауйи ульда Сида Ахмеда Тайи на то, что только марокканская победа над Полисарио положит конец партизанской войне в Западной Сахаре. В октябре 1985 года Маауйя ульд Сид Ахмед Тайя совершил свой первый визит в Марокко (до визита в Алжир и Тунис) после того, как марокканцы заявили, что повстанцы Полисарио снова начали пересекать территорию Мавритании. Завершение строительства участка Марокканской стены (бермы к северу от важнейшего железнодорожного сообщения Мавритании вдоль границы с Западной Сахарой, между Нуадибу и железорудными шахтами, осложнило отношения между Мавританией и Марокко. В середине 1987 года повстанцы Полисарио пересекли территорию Мавритании, чтобы проникнуть в Западную Сахару, что вызвало обвинения марокканских властей в оказании помощи Мавританией для повстанцев. Кроме того, любые столкновения около приграничного участка Марокканской стены стали угрожать распространением конфликта в Мавританию и поставить под угрозу железнодорожное сообщение в этой стране.

## Торговля
В 2002 году объём товарооборота Мавритании с Марокко вырос на 41 %, составив 25 миллионов евро. Торговый баланс сложился в пользу Марокко, корпорации этой страны вкладывают значительные средства в Мавританию, например Maroc Télécom, который в 2001 году приобрела контрольный пакет акций мавританской телефонной компании Mauritel по цене 84 млн долларов США. Марокканское бюро по исследованиям и разработке полезных ископаемых владеет 2,35 % Национальной промышленной и горнодобывающей корпорации Мавритании. Марокканская компания DRAPOR, дочерняя компания марокканского представительства по развитию портов, заключила контракт на драгирование порта в Нуакшоте. Существует также партнерство между марокканскими и мавританскими компаниями по поставке топлива и строительству нефтеперерабатывающего завода.
Марокко участвует в финансируемых международным сообществом проектах развития Мавритании, в частности строительства автодороги Нуакшот-Нуадибу протяжённостью 470 километров. Общая стоимость строительства автодороги оценивается в 70 миллионов долларов США. Основное финансирование поступает из Арабского фонда экономического и социального развития, который выделяет 51,6 млн. долларов США. Африканский банк развития и Исламский банк развития предоставляют 10 миллионов долларов США, а правительство Мавритании - 9 миллионов долларов США. Четыре марокканских компании заключили контракт на проведение первоначальных исследований и планов строительства автодороги стоимостью более 39 миллионов долларов США, а марокканское правительство финансирует строительство почти 14 км дороги стоимостью 2,6 миллиона долларов США. 

## Дипломатические представительства
- Мавритания имеет посольство в Рабате[3].
- Марокко содержит посольство в Нуакшоте[4].